# Johann Deisenhofer
Johann Deisenhofer (Zusamaltheim, Alemanya 1943) és un bioquímic alemany guardonat amb el Premi Nobel de Química l'any 1988.

## Biografia
Va néixer el 30 de setembre de 1943 a la ciutat de Zusamaltheim, situada a l'estat alemany de Baviera. Va estudiar bioquímica a l'Institut Max Planck de Martinsried, on es va doctorar el 1974. Aquell mateix any ingressà en aquest centre, on desenvolupà la seva recerca científica fins al 1987, any en el qual acceptà l'oferta de l'Institut Mèdic Howard Hughes a Maryland i de la Universitat de Texas a Dallas.

## Recerca científica
A partir de 1982, al costat de Robert Huber i Hartmut Michel, va iniciar la seva recerca en l'estudi de l'estructura d'un complex de proteïnes bacterianes anomenat centre de reacció fotosintètica. Aquest complex de proteïnes ja era conegut com l'element principal en l'inici d'un tipus senzill de síntesi, el procés que determina el color verd de les plantes i que fa que altres variats organismes converteixin l'energia lluminosa en energia química.
Entre 1982 i 1985 els tres científics van utilitzar mètodes cristal·logràfics mitjançant raigs X per determinar l'arranjament exacte dels més de 10.000 àtoms que componen el complex d'aquesta proteïna, aconseguint crear així la seva imatge tridimensional. La seva investigació va augmentar la comprensió general dels mecanismes de la fotosíntesi i va revelar semblances entre els processos fotosintètics de plantes i els bacteris.
El 1988 fou guardonat, al costat dels seus compatriotes Huber i Michel, amb el Premi Nobel de Química per la determinació de l'estructura tridimensional del centre de reacció fotosintètica.